# Sông Trà (Quảng Nam)
Sông Trà is een xã in het district Hiệp Đức, een van de districten in de Vietnamese provincie Quảng Nam. Sông Trà heeft ruim 1600 inwoners op een oppervlakte van 33,37 km².
Een belangrijke verkeersader is de Quốc lộ 14E, die de Quốc lộ 14 met de Quốc lộ 1A verbindt. De weg is ter plaatse een onderdeel van de Ho Chi Minh-weg. De Trường stroomt door Sông Trà.